# Abul Hasan Ali Nadwi
Sayyid Abul Hasan Ali Nadwi (geboren 1913 bei Raebareli; gestorben 1999), auch Ali Miyan, war ein indischer Islamgelehrter, islamischer Philosoph und eine einflussreiche Persönlichkeit des Islams, die über Indien hinaus auch im arabischen Raum und im Westen aktiv war.
1980 erhielt er den König-Faisal-Preis für Verdienste um den Islam.

## Leben und Wirken

### Familie
Abul Hasan Ali Nadwi wurde 1913 in Raebareli, Uttar Pradesh, in eine Gelehrtenfamilie geboren. Die Familie Nadwīs stammt gemäß der eigenen Tradition über Ḥasan b. ʿAlī vom Propheten Muḥammad ab und ist somit Inhaberin der šarāfa. Im 13. Jahrhundert gelangte ein Mitglied der Familie nach Indien und hatte Verbindungen zum Herrscher des Delhi-Sultanats Quṭb ad-Dīn Aybak. Wichtig für das Selbstverständnis wie auch die Außenwirkung der Familie ist die Herkunft aus dem außerindischen Bereich, was eine gewisse „Fremdheit“ ausweist aber eben auch eine Quelle von Legitimation sein kann, da sie Nähe zum Volk des Propheten, den Arabern, aufzeigt. Die Familie wohnte vorerst in der Stadt Karā, wo sie für ihre Gelehrsamkeit und Spiritualität berühmt war. Später waren Mitglieder der Familie Qadis in Naṣīrābād. In der Nachfolge Šah ʿAlamallāhs erlangte die Familie durch dessen Urenkel Aḥmad b. Muḥammad ʿIrfān als Protagonisten der ṭarīqa-yi muḥammadīya-Bewegung Prominenz. Um das Erbcharisma der Familie zu bewahren, fanden häufige Heiraten zwischen verschiedenen Familienzweigen statt. 
Die Großväter Nadwīs waren väterlicherseits Sayyid Faḫr ad-Dīn Ḫayalī, ein Gelehrter und Autor verschiedener Texte zur Legitimation der eigenen Familie über ihren nasab sowie Autor eine Nachschlagewerks zu den islamischen Wissenschaften und der geistigen Historie des Islam, mütterlicherseits Šah Ḍiyāʾ an-Nabī, ein Mitglied der Naqšbandīya-muǧaddidīya-aḥsanīya.
Nadwīs Vater war Sayyid ʿAbd al-Ḥayy al-Ḥasanī (1869–1923). Als eher traditioneller Gelehrter kritisierte er den Modernismus des Muhammadan Anglo-Oriental-College in Alīgaṛh. Er hatte sufische Verbindungen zur Naqšbandīya-muǧaddidīya und Qadiriya- muǧaddidīya, wo er die Gründerväter – und Mitglieder des traditionellen Flügels – der Nadwat al-ʿUlamāʾ kennenlernte, wie z. B. Nawwab Ḥabīb ar-Raḥmān Ḫān Sewānī und den späteren Vorsitzenden der Nadwa, Sayyid Muḥammad Mongīrī. Dem Vorbild Mongīrīs folgend wurde er Mitglied der Nadwa und 1915 deren Vorsitzender, als welcher er maßgeblich den Konflikt zwischen modernistischen traditionalistischen Strömungen zugunsten der letzteren entschied. Ebenso begann unter ihm der familiäre Nepotismus innerhalb der Nadwa. Nadwīs Mutter war Sayyida Ḫayr an-Nisāʾ (1878–1968), verwandt mit seinem Vater. 1904 erfolgte die Heirat. Sie galt als fromme Frau und verfasste verschiedene an ein weibliches Publikum gerichtete religiöse Schriften. Ebenso hatte sie Teil an der religiösen Frühausbildung ihres Sohnes Nadwi.
Nadwis Bruder, ʿAbd al-ʿAlī al-Hasanī (1893–1961), war ebenfalls Vorgänger im Vorsitz der Nadwat al-ʿUlamāʾ. 

### Ausbildung
Nadwis Beziehung zu seinem älteren Bruder begann früh, als dieser ihn nach Lucknow holte und dort für seine Ausbildung sorgte. Nadwī wurde an Darul-uloom Nadwatul Ulama in Lucknow und Darul Uloom Deoband in Deoband (Uttar Pradesh). Spirituell war er Schüler von Maulana Abdul Qadir Raipuri, der Maulana gehörte zur Sufi-Silsila Qadiriya Naqshbandiya. zum Gelehrten ausgebildet, lernte autodidaktisch Arabisch und im Alter von 8 Jahren Urdu und Persisch. Ein wichtiger Lehrer Nadwīs war Taqī d-Dīn al-Hilālī al-Marrākišī. Dieser war zwei Jahre lang Aufseher der Grabesmoschee in Medina gewesen, später erfüllte er dieselbe Funktion an der großen Moschee in Mekka. 
Im Jahre 1929 studierte Nadwī am Dār al-ʿulūm bei Ḥaydar Ḥasan Tonkī. Tonkī hatte mit Nadwīs Vater bei Ḥusayn b. Muḥsin al-Yamānī studiert. Er wurde im Jahre 1921 šayḫ al-hadīṯ an der Nadwa, von welchem Amt er 1940 zurücktrat. Nadwī lernte über die Hadithsammlungen von Buḫārī, Muslim, Abū Daʿdu und in Auszügen Bayḍāwī. Ebenfalls lernte er Logik. Nach zwei Jahren wurde Nadwī als befähigt angesehen, die Ahadith in der Weiterführung der Lehre Tonkīs weiterzugeben. Innerhalb von Tonkīs Schülerschaft begründete Nadwī Kontakte zu weiteren Schülern, von denen viele später wichtige Persönlichkeiten wurden. 
Im Jahre 1932 reiste Nadwī mit seinem Bruder nach Deoband, wo er Hadith bei Ḥusayn Aḥmad Madanī lernte.
Während seiner Zeit in Deoband lernte Nadwī fiqh und Uṣūl al-fiqh bei Iʿzāz ʿAlī Amrohī. Dieser war als Lehrer an mehreren Madrasen tätig gewesen und hatte ab 1911 in Deoband und Hyderabad das Amt des Großmufti inne. 1929 reiste Nadwī nach Lahore und wurde Schüler bei Aḥmad ʿAlī Lāhawrī (1887–1962), bei welchem er Koranexegese lernte.

### Verhältnis zu Mawdūdī
Nadwī war in der Mitte der 1930er-Jahre erstmals an Mawdūdī interessiert, da dieser sich gegen den westlichen Einfluss auf die islamische Welt aussprach. 1937 traf Nadwī Mawdūdī erstmals persönlich. 1939 traf er ihn ein weiteres Mal, woraufhin die beiden in Briefkontakt traten. Nadwi war zu dieser Zeit an Mawdūdīs Herrschaftskonzeption interessiert. Mawdūdī war mehrmals im Gästehaus der Nadwa zu Gast. In die 1941 von Mawdūdī gegründeten Ǧamāʿat-i islāmī wurde Nadwī von Muḥammad Manẓūr Nuʿmāni eingeführt. Dieser war Gründungsmitglied. Nadwī und Nuʿmāni waren in der Folge anscheinend Mitglieder des Konsultativrates der Bewegung. Aufgrund von inhaltlichen Differenzen mit Mawdūdī, die sich aus Nadwīs Betonung der individuellen Beziehung des Gläubigen zum Islam ergaben, trat Nadwī im Jahre 1943 (zwei Jahre nach Nuʿmāni) aus der Bewegung aus und kritisierte Mawdūdī in den folgenden Jahrzehnten.

### Nadwat al-ʿUlamāʾ
Von 1961 bis 1999 hatte Nadwi als Nachfolger seines älteren Bruders den Vorsitz der Nadwat al-ʿUlamāʾ inne. Die Nadwa hatte sich bereits unter Nadwis Vater und Bruder verändert durch ihre nun stärker zutage tretende traditionalistische Ausrichtung. Die ewige Gültigkeit der Religion und Fortschritt in den Traditionswissenschaften standen im Gegensatz zu der westlichen Wissenskultur. Die traditionelle Ausrichtung wurde unter Nadwī beibehalten unter der Erweiterung, dass die Nadwa als da’wa-Organisation fungieren sollte. Der familiäre Nepotismus seines Vaters und Bruders wurde von Nadwī beibehalten.
Unter Nadwīs Vorsitz der Nadwa wurde der Schülerkreis des Dār al-ʿulūm der Nadwa überregional, d. h. über die Grenzen Indiens hinaus, ausgeweitet, insbesondere nach Afrika und Südostasien. Nadwī bildete ein Netzwerk von 111 madaris in ganz Indien, die mit dem Dar al-ulum verbunden waren. Die Personalpolitik im Dār al-ʿulūm spiegelte die engen Verbindungen Nadwīs zur Tablīrī Ǧamāʿat. Wichtig ist hier Taqī d-Dīn. Die Lehrenden an der Nadwa waren meist mit Nadwī eng verbunden, etwa durch gemeinsame Schülerschaft im Bildungsweg oder waren über familiäre Bindungen oder über familiäre hinweg Bindungen mit Nadwī verbunden. 1969 wurde so ein Mitschüler Nadwīs, Muḥibballāh Lārī Nadwī und Anfang der 1990er sein Neffe Muḥammad Rabīʿ al-Hasanī Nadwī zum Rektor des Dār al-ʿulūm. Weitere wichtige Personen des Dār al-ʿulūm aus der Familie Nadwīs waren ʿAbd al-ʿAlī, Muḥammad al-Ḥasanī, Muḥammad Ṯānī Ḥasanī Mazāḥirīi, Muḥammad Rabīʿ und ʿAbd Allāh Ḥasanī Nadwī. Die Verbindungen zu den Deobandis waren eher gering. Es bestand einzig die sufische Verbindung zwischen Nadwī und Ḥusayn Aḥmad Madanī.
Der Ausschuss für islamische Forschung und Publikation (Maǧlis-u taḥqīqāt wa našrīyāt-i islām) der Nadwa wurde 1959 gegründet und war einer der Bestandteile der Nadwa, auf denen Nadwīs Ziel baute, die Nadwa in eine da’wa-Organisation umzugestalten. Der Ausschuss sollte Literatur in verschiedenen Sprachen erstellen, die die Führungsrolle und unabänderbare Gültigkeit der islamischen Lehre betonen sollte im Gegensatz zu westlichem Gedankengut und dem politischen Einfluss der westlichen Welt. Wichtig hierbei waren gemäß Nadwī die ʿUlamāʾ der Nadwa. Der Maǧlis bestanden aus 84 Mitgliedern, welche größtenteils der Nadwa entstammten, z. B. der stellvertretende Vorsitzende der Nadwa, Muʿinallāh Nadwa (gest. 1999) und Abū ʿIrfān Nadwī (gest. 1988) und weitere Angehörige der Familie Nadwīs. Nur wenige waren Deobandis und waren nicht Teil der Nadwa. Diese überbrückten das geschlossene Feld Nadwa zum offeneren Feld der Tablīrī Ǧamāʿat. Der Maǧlis der Nadwa stellte eine Personalquelle für Nadwīs spätere Unternehmungen dar.

### Beziehung zur Tablighi Jamaat
Nadwīs hatte als Vorsitzender der Nadwa eine enge Beziehung zur Missionsbewegung dr Tablighi Jamaat. Seit den 1940er Jahren bestand Kontakt zwischen Nadwi Muḥammad Zakariya Kāndhalawī, dem Vordenker der Tablīrī, und auch zwischen Nadwī und der Kāndhalawī-Familie als solcher. Es kam zu gegenseitigen Besuchen, bei denen Standards für islamische Literatur festgelegt werden sollten. Beziehungen in den außerindischen Rahmen sollten mittels der Nadwa bewerkstelligt werden, da diese Kontakte zu arabophonen Gebieten aufwies. In den Jahren von 1948 bis 1953 besuchten Tablīrī Ǧamāʿat-Mitglieder wie ʿAbd al-qādir Rāʾepūrī die Nadwa einmal im Jahr.
Nachdem der Gründer der Tablīrī Ǧamāʿat, Muḥammad Ilyās Kāndhalawī, verstorben war, wurde sein Sohn Nachfolger. Muhammad Zakarīyā Kāndhalawī wurde eine bestimmende Figur in der Tablīrī Ǧamāʿat, was zu Konflikten mit Nadwi führte. Als Vermittler half hierbei Nadwīs Neffe Muḥammad Ḥasanī Mazahiri, ein Schüler und ḫalīfa von Muḥammad Zakarīyā Kāndhalawī. Eine weitere wichtige Person in diesem Zusammenhang war Muḥammad Manẓūr Nuʿmāni, welcher während seiner Lehrjahre in Deoband in Kontakt zur Tablīrī Ǧamāʿat gelangte. Gemeinsam mit Nadwī war er auch in der Ǧamāʿat-i islāmī tätig gewesen. Seit den 1920er Jahren agierte er sowohl gegen die Barelwis als auch gegen die Ahmadiyya. Hartung geht davon aus, dass Nuʿmāni und Nadwī in Lucknow „ein eigenes Netzwerk“  der Tablīrī Ǧamāʿat aufbauten.

### Kontakte in den arabischen Raum
Bei der Etablierung indo-arabischer Beziehungen unter muslimischen Gelehrten und Intellektuellen spielte er eine wichtige Rolle. Nadwīs Kontakte nach Ägypten entstanden während seiner Reisen in den Nahen Osten. Die Familie Kāndhalawi hatte während Pilgerfahrten der Tablīrī Ǧamāʿat Beziehungen in den Nahen Osten geknüpft. Nadwī nahm diese Beziehungen im Rahmen der Tablīrī Ǧamāʿat auf. 1947/8 reiste er in den Hijaz und knüpfte Kontakte zu Muḥammad Amīn Kutubī, Ḥasan Muḥammad al-Maššat, bedeutenden wahhabitischen Gelehrten wie ʿUmar b. al-Hasan aš-Šayḫ und dem obersten Richer des Hijaz ʿAbd Allāh b. al-Ḥasan aš-Šayḫ. Einige Kontakte überdauerten in Briefform die Zeit der Reise und erstreckten sich auf die Zeit danach. Eine zweite Reise Nadwīs in den Nahen Osten erfolgte im Jahre 1950. Diese war wiederum auf die Vermittlung der Anliegen der Tablīrī Ǧamāʿat ausgerichtet. Nadwī kam erneut in Kontakt mit den Bildungseliten des Hijaz. 1951 reiste er weiter nach Kairo, wo er Kontakte zu Muslimbrüdern oder ihnen nahestehenden Figuren wie Muṣṭafā as-Sibāʿī oder dem syrischen Großmufti Abū l-Yusr b. ʿĀbidīn knüpfte. Anschließend reiste er in den Sudan. 
Wichtig war außerdem der Kontakt zu Aḥmad Amīn Bak. Dieser diente als Schlüsselfigur für Nadwīs Zugang zu ägyptischen Gelehrtennetzwerken. Bak war eine zentrale Figur in der intellektuellen Szene Ägyptens. Er hatte an der Azhar bei Muḥammad ʿAbduh gelernt und vertrat dessen reformerische Positionen. Bak hatte Verbindungen zur Zeitschrift riṣāla, die ein Netzwerk von reformerischen Kräften umgab, welche hauptsächlich Schüler Muḥammad ʿAbduhs waren und an verschiedenen Universitätsgründungen beteiligt gewesen waren. Dieses Netzwerk lernte Nadwī im Jahre 1951 kennen. Ebenso machte er Bekanntschaft mit dem Mufti von Ägypten, Ḥasan Muḥammad Maḥlūf. Im Jahre 1956 hatte Nadwī eine Gastprofessur in Damaskus inne, wo er in 8 Vorlesungen über die Geschichte des Reformislam lehrte. Nadwī wurde Mitglied in der syrischen Akademie der Wissenschaften. Ebenso war er als Vertreter Indiens auf dem Generalkongress für Jerusalem anwesend, wo er vielen Muslimbrüdern begegnete wie z. B. Muḥammad Nāṣir aus Indonesien und Ḥasan at-Turābī aus dem Sudan. Die Verstaatlichung der Azhar Anfang der 1960er Jahre rief bei Nadwī heftige Kritik hervor, die im Einklang mit seiner Kritik an Nasser gesehen werden muss. Gleichzeitig hatte er aber weiterhin Kontakte zur Azhar, die über ihren Rektor ʿAbd al-Ḥalīm Maḥmūd gingen, welchen Nadwī auf der Pilgerfahrt 1974 kennenlernte. Im folgenden Jahr lud er diesen zur Jahresfeier der Nadwa nach Lucknow ein. Abul Hasan Ali Nadwi war unter anderem Mitbegründer der 1962 in Mekka (Saudi-Arabien) gegründeten Islamischen Weltliga. 

### Payām-i insānīyat
Das interkonfessionelle Forum der Payām-i insānīyat wurde auf Nadwīs Wunsch hin im Jahre 1974 begründet. Als Vorstufen hierzu können interkonfessionelle Versammlungen betrachtet werden, die Nadwī ab 1948 abhielt. Nadwīs Einstellung zu anderen Religionen basierte auf dem Vorrang des Islams, da die muslimische umma durch Gott zur Führung der anderen religiösen Gemeinschaften bestimmt war. Nadwī war allerdings klug genug, den Führungsanspruch der Muslime nicht allzu offen zu betonen. Ziele der Payām waren Kontakte zu Protagonisten anderer religiöser Gemeinschaften, ohne selbst direkt politisch tätig werden zu müssen. Weiterhin konnten in der Payām anderen Muslimen da Vorbild frommer Lebensführung vermittelt werden, wie es in der Tablīrī Ǧamāʿat repräsentiert war. Bei einem Aufeinandertreffen mit Mawdūdī 1978 empfahl Nadwī das Konzept der Payām auch für Pakistan.
Die Payām war sowohl regional als auch überregional tätig durch Gründung lokaler Arbeitsgruppen und dem Vertrieb von Zeitschriften. Regional tätige Politiker wurden häufig zu den Versammlungen der Payām eingeladen.
Im Jahre 1985 initiierte Nadwī eine Kampagne in der Payām, die sie in ganz Indien verbreiten sollte. Die Payām hatte ihre größte Aufmerksamkeit in der Öffentlichkeit nach der Barbari-Moschee-Kontroverse, wonach diese wieder abflaute. Stellvertreter Nadwīs innerhalb des Payām war ʿAbd al-Karīm Pāreḫ. Weitere wichtige Persönlichkeiten kamen aus der AIMPLB und dem AIMMM, die meisten aber aus der Tablīrī Ǧamāʿat. Manche, wie Muḥammad Rabīʿ al-Hasanī Nadwī und ʿAbd Allāh Hasanī Nadwī waren mittels Familie und sufischen Gemeinschaften mit Nadwi verbunden.

### Beziehungen in die indische Politik
Beziehungen zu Politikern
Indische Politiker hatten häufig Kontakte zu Gelehrten, um sich hierdurch Vorteile und Unterstützung im Wahlkampf zu suchen. Diese Verbindungen machten einen Großteil von Nadwīs Kontakten zu Politikern aus. Nadwī selbst suchte ebenfalls Kontakt zu Politikern, um kommunalistischen Unruhen entgegenzuwirken. Die Nadwa selbst war politisch nicht zugeordnet. 1975–1976, zur Zeit des Ausnahmezustands, suchte Nadwī Kontakt zu Indira Gandhi, um für politische muslimische Gefangene, darunter Angehörige der Nadwa, zu intervenieren. Nadwī scheint damals noch nicht den späteren Bekanntheitsgrad besessen zu haben, denn erst 1977 wurde ihm ein dreistündiges Gespräch mit Gandhi ermöglicht. Erst nach der Wahlniederlage der Kongresspartei von 1977 suchte die Kongresspartei seine Nähe. Ab dieser Zeit wurde er auch von Politikern als wichtiger Vertreter der Muslime in Indien gesehen. 1977 besuchten Gandhi und andere wichtige Mitglieder der Kongresspartei Nadwī. Nach dem folgenden Sieg der Kongresspartei bei den Wahlen kritisierte Nadwī die neue Regierung aufgrund ihrer anti-islamischen Politik und kreidete ihr Opportunismus an. Nadwī äußerte später, dass er den INC bis zur ersten Amtszeit von Gandhis unterstützt, dann aber abgelehnt habe. Später hatte Nadwī Kontakte zu Rajiv Gandhi und Ende der 1990er Jahre zu Sonia Gandhi. 1992 kam es zu einer Begegnung mit Premierminister Rao, demgegenüber er Konzessionen des INC an Hindu-Nationalisten kritisierte.
Nadwīs Haltung zur Janata Party war anfangs positiv. Der Wahlsieg 1977 wurde von Nadwī erfreut wahrgenommen, da er zur Beendigung des Ausnahmezustands führte. Politiker der Janata Party suchten Kontakt zu Nadwī. Nadwī kritisierte allerdings die Korruption der Janata Party bei der Vergabe öffentlicher Ämter. 1990 begegnete Nadwī dem Premierminister der neuen Koalition, V. P. Simgh, dem er seine Ablehnung hindu-nationalistischer Positionen mitteilte. Die Zerstörung der Barabari-Moschee führte zu einem öffentlichen Auftritt Nadwīs, in dem er sich gegen die BJP aussprach. 1996 traf er den Janata Dal-Premierminister Dev Gowda. Nach dem erneuten Wahlerfolg der BJP 1998 kam es zu Auseinandersetzungen der Nadwa mit der Regierung, welche in Repressalien gegenüber ersterer mündeten. Nadwī persönlich war durch einen Überfall auf seinen Wohnsitz betroffen. Ebenso blieben die Beziehungen zum neuen Premierminister Vajpayree frostig. Dieser besuchte ihn dann allerdings auf dem Sterbebett.

## Werke
Nadwi ist Verfasser zahlreicher, teils umfangreicher Werke. Er schrieb sowohl auf Urdu als auch auf Arabisch. Er war einer der Senior Fellows des Königlichen Aal al-Bayt Instituts für islamisches Denken (Royal Aal Al-Bayt Institute for Islamic Thought). Er erhielt zahlreiche Ehrungen und Auszeichnungen. 1980 erhielt er – ein Jahr nach Sayyid Abul Ala Maududi – den König-Faisal-Preis (KFIP) in der Sparte ‚Service to Islam‘, während Muhammad Mustafa Azami den Preis in der Sparte Islamwissenschaft erhielt. Er starb 1999.
Im Lehrplan des Institute of Islamic Studies an der University of Kashmir in Srinagar beispielsweise spielen seine Werke eine herausragende Rolle. In dem Sammelwerk Princeton Readings in Islamist Thought aus Princeton fand seine Abhandlung Muslim Decadence and Revival Aufnahme.

## Werke (Auswahl)
(UOK)
- Tazkiyat wa Ihsan ya Tasawuf wa Suluk, Majlis Tahqiqat wa Nashriyat, Lucknow.
- Islamic Studies, Orientalists and Muslim Scholars, Lucknow
- Tabligh-o-Dawat ka Muajizana Aslub, (Urdu)
- Hindustani Musalman, (Urdu), Lucknow.
- Arab Qawm Parasti Islami Nuqta-i-Nazar Say, Lucknow.
- Seerat-i-Sayyid Ahmad Shahid, (Urdu), Lucknow.
- Muslim Mamalik main Islamiyat aur Maghribiyat ki Kashmakash, Lucknow.
- Western Civilization, Islam and Muslims, Lucknow
- Qadianism: A Critical Study, Haji Arfeen Avcademy, Karachi, 1986
- The Musalman.  (Social life, beliefs and customs of the Indian Muslims). Lucknow, Academy of Islamic Research & Publications, 1972
- Abu-'l-Ḥasan ʿAlī al-Ḥasanī an-Nadwī: Prophetengeschichten aus dem Koran. . Aus dem Engl. von Fatima Umm Abdullah. Stories of the prophets (dt.). Braunschweig : Ed. Minarett 2006 (Inhalt)